# De Gans (Ezumazijl)
De Gans – wiatrak w miejscowości Ezumazijl, w gminie Dongeradeel, w prowincji Fryzja, w Holandii. Młyn powstał w 1850 r. Był restaurowany w latach 1970 i 1988. Ma on dwa piętra, przy czym powstał na jednopiętrowej bazie. Jego śmigła mają rozpiętość 10,60 m. Wiatrak służył głównie do pompowania wody za pomocą śruby Archimedesa.